# JNC石油化学
JNC石油化学株式会社（ジェイエヌシーせきゆかがく）は日本の化学メーカー。チッソ株式会社の完全子会社（JNC株式会社を介する間接所有）。

## 沿革
- 1962年（昭和37年）6月 - チッソ石油化学株式会社、資本金1億円で設立。
- 1963年（昭和38年）
  - 4月23日、チッソ石油化学株式会社五井工場竣工[3]。
  - 6月15日、チッソ石油化学株式会社五井工場の集粉装置爆発事故発生[4]。
- 1973年（昭和48年）10月8日 - 五井工場でポリプロピレン製造設備爆発事故発生。
- 1974年（昭和49年）2月14日 - 五井工場で火災事故。前年の事故と合わせて4人が死亡、9人が重軽傷。これら事故に国会議員が介入して恐喝事件に発展した[5]。
- 2003年（平成15年）9月 - 四日市ポリプロ株式会社を吸収合併し、四日市工場とする。
- 2005年（平成17年）6月 - 無届の劣化ウラン含有廃触媒（劣化ウラン765 kg）を五井製造所で保管していることが明らかになる。
- 2011年（平成23年）3月 - 東北地方太平洋沖地震でコスモ石油千葉製油所で火災発生。隣接するチッソ石油化学五井製造所に飛び火[6]。後日、劣化ウラン含有廃触媒の保管庫の外壁が類焼していたことが公表された[7]。
- 2011年（平成23年）3月31日 - チッソの事業再編に伴い、チッソの子会社からJNC株式会社の子会社に[注釈 1]。
- 2011年（平成23年）10月1日 - JNC石油化学株式会社に商号変更[8]。

## 製造品目
ポリエチレン樹脂、ポリプロピレン樹脂、有機溶剤、可塑剤、液晶化合物、その他有機化学工業製品を製造している。チッソ連結売上高のうちの約4割をしめる。

## 事業所
- 市原製造所（旧・五井製造所） （千葉県市原市）
- 四日市工場 （三重県四日市市）

## 関連会社
※主な企業
- 日本ポリプロ